# Laer (Adelsgeschlecht)

Stammwappen der van Laer tot Hoenloe

Laer oder besser gesagt van Laer tot Hoenlo [faːn'laːɐ̭'tɔt'hʊnloː] ist ein Adelsgeschlecht aus der niederländischen Provinz Overijssel. Vermutlich nannte sich diese Familie nach dem Gut  't Laer bei Ommen.

## Geschichte
Im Jahre 1612 heiratete Henry van Laer tot Hoenlo die Baarloserin Anne Bertrame van Eyll. Anne war die einzige Tochter des Sybert III van Eyll, der als Herr von Baarlo das Chateau d’Erp besaß. Als Sybert im Jahr 1613 starb, wurde Henri van Laer zu Hoenlo der neue Herr von Baarlo. Die Herrlichkeit blieb bis 1690 in den Händen dieser Familie. Nachdem 1626 Anne gestorben war, heiratete Henri erneut, dieses Mal 1632 Christina van Bylandt. Der kurz vor dieser Ehe geborene Sohn John Bertram van Laer heiratete 1662 Alexandrina Maria van Hasselholt, genannt Stockhem. Ihr Vater, John Godefridus, kaufte im Jahre 1674 die Herrlichkeit Blerick von König Karl II. von Spanien.
Nachdem 1677 Johannes gestorben war, wurde John Bertram Herr von Blerick, bis dieser im Jahre 1702 starb. Von 1679 musste er die Herrlichkeit im Besitz nacheinander mit der Romer- und der Ruijs-Familie teilen. Ihm folgte im Jahre 1702 sein Sohn Otto Henricus als Herr der Herrlichkeit zur Hälfte, der den Heershof (auch genannt Laerhof) bezog, während die anderen Familien das Schloss Boerlo bewohnten. Beide Hälften blieben im Besitz der jeweiligen Familien in der französischen Zeit, nachdem alle feudalen Rechte verfallen waren. Anthony Sigismundis war zwischen 1742 und 1792 der letzte seiner Familie van Laer und Teilherr der Herrlichkeit Blerick.